# Eumeta pictipennis
Eumeta pictipennis är en fjärilsart som beskrevs av Embrik Strand 1912. Eumeta pictipennis ingår i släktet Eumeta och familjen säckspinnare. Inga underarter finns listade i Catalogue of Life.